# (100033) Taizé
(100033) Taizé es un asteroide perteneciente al cinturón de asteroides, descubierto el 9 de abril de 1991 por Freimut Börngen desde el Observatorio Karl Schwarzschild, en Tautenburg, Alemania.

## Designación y nombre
Designado provisionalmente como 1991 GV10. Fue nombrado Taizé en homenaje a la localidad francesa de Taizé donde se encuentra la comunidad monástica de Taizé fundada en 1940.

## Características orbitales
Taizé está situado a una distancia media del Sol de 3,191 ua, pudiendo alejarse hasta 3,660 ua y acercarse hasta 2,721 ua. Su excentricidad es 0,147 y la inclinación orbital 8,468 grados. Emplea 2082 días en completar una órbita alrededor del Sol.

## Características físicas
La magnitud absoluta de Taizé es 14,5.